# Bayandi-Nabyiri
Ne doit pas être confondu avec Bayandi-Palogo ou Bayandi-Tanguin.
Bayandi-Nabyiri est une localité située dans le département de Ramongo de la province du Boulkiemdé dans la région Centre-Ouest au Burkina Faso.

## Santé et éducation
Le village possède une école primaire publique.